# Rachel Renee Russell

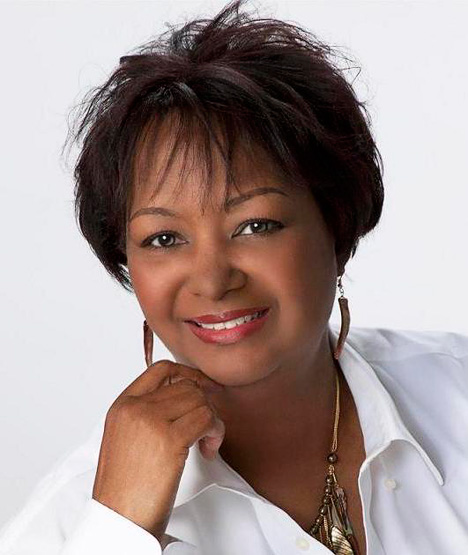
Rachel Renee Russell

Rachel Renée Russell (ur. 31 marca 1959 roku) – amerykańska pisarka książek dla dzieci i młodzieży. Urodziła się w Michigan. Miała czworo młodszego rodzeństwa, dwie siostry i braci bliźniaków. Od młodości chciała być pisarką. Pierwszą książkę napisała z myślą o braciach, będąc jeszcze w szkole. Ukończyła studia prawnicze na Midwestern University. Popularność zyskała jako autorka serii Dzienniki Nikki (Dork Diaries, od 2009) oraz Nieprzypadkowe przypadki Maxa Crumbly. Bohater szkolnej szafki (The Misadventures of Max Crumbly. Locker Hero). Jej książki sprzedały się w dwudziestu milionach egzemplarzy na całym świecie. Ma dwie córki, Erin i Nikki.

## Twórczość
- Dzienniki Nikki. Nie tylko o szkole! (tom 1)
- Dzienniki Nikki. Zapraszam na party! (tom 2)
- Dzienniki Nikki. Chcę zostać gwiazdą! (tom 3)
- Dzienniki Nikki. Tańczę na lodzie (tom 4)
- Dzienniki Nikki. Ja wiem lepiej! (tom 5)
- Dzienniki Nikki. Nikki Podrywaczka (tom 6)
- Dzienniki Nikki. Będę w TV! (tom 7)
- Dzienniki Nikki. To nie moja bajka! (tom 8)
- Dzienniki Nikki. Królowa dramatu (tom 9)[3]

Z początkiem literackiej kariery dzisiejszej autorki bestsellerów wiąże się anegdota. Kiedy Rachel Renee Russell była na studiach zapisała się na kurs pisania. Prowadzący zajęcia profesor stwierdził, że jest ona "najgorszą pisarką na świecie".